# Gerda Scheffel
Gerda Scheffel (* 14. September 1926 in Leipzig; † 1. Februar 2022 in Frankfurt am Main) war eine deutsche Übersetzerin.

## Leben
Gerda Scheffel absolvierte nach dem Abitur von 1945 bis 1946 in Leipzig eine Ausbildung zur Buchhändlerin. Sie war in diesem Beruf in Leipzig und später in Frankfurt am Main tätig. Scheffel studierte danach Literaturwissenschaft mit dem Schwerpunkt Französische Literatur in Frankfurt am Main und in Paris. Nachdem sie ein Dolmetscherexamen und eine Lehrerprüfung abgelegt hatte, arbeitete sie ab 1958 als Französischlehrerin in Frankfurt. Ab Anfang der 1960er Jahre war sie hauptberuflich als Übersetzerin literarischer Texte aus dem Französischen tätig, häufig in Zusammenarbeit mit ihrem Ehemann Helmut Scheffel.
Gerda Scheffel trat vor allem als eine Übersetzerin Robert Pingets und Pierre Carlet de Marivaux’ hervor. Sie wirkte auch als Dramaturgin bei deutschsprachigen Aufführungen der Theaterstücke Marivaux’ mit.
Michael und Tobias Scheffel sind ihre Söhne.

## Ehrungen
- 1979 erhielt sie gemeinsam mit Helmut Scheffel den Johann-Heinrich-Voß-Preis für Übersetzung der Deutschen Akademie für Sprache und Dichtung
- 1989 wurde sie zum "Chevalier" des französischen Ordre des Palmes Académiques ernannt.
- 1998: Ehrenmedaille der Heinrich-Heine-Universität für ihre langjährige Tätigkeit als Jurorin für den Stefan-George-Preis, dieser wird von der HHU verliehen an junge Literaturübersetzer aus dem Französischen im Auftrag des Conseil international de la langue française.[3]

## Werke
- Pierre Carlet de Marivaux. Hg. mit Bernd Kortländer. Ausstellungskatalog, 17. Februar – 15. Mai 1988. Mit einem Text von Noëlle Guibert. Heinrich-Heine-Institut, Düsseldorf 1988, zugl. Goethe-Institut, Paris
  - 2. Aufl. Marivaux, Anatom des menschlichen Herzens. Hg. mit Bernd Kortländer. Mit einem Beitrag von Noëlle Guibert (dessen Übers. Monika Wodsak). Heinrich-Heine-Institut, Düsseldorf 1990
- Gustave Flaubert: Bouvard und Pécuchet oder Eine Enzyklopädie der menschlichen Dummheit.[4] Verlag der Autoren, Frankfurt 1973

## Übersetzungen (Auswahl)
- Liliane Atlan: Grol oder Das Leid der Erde, Frankfurt am Main 1977
- Pierre Augustin Caron de Beaumarchais: Der Barbier von Sevilla oder Die nutzlose Vorsicht, Frankfurt am Main 1976
- Pierre Augustin Caron de Beaumarchais: Der tolle Tag oder Figaros Hochzeit, Frankfurt am Main 1975
- Pierre Augustin Caron de Beaumarchais: Ein zweiter Tartuffe oder Die Schuld der Mutter, Frankfurt 1976
- Hélène Cixous: Innen, Frankfurt 1971
- Jean Pierre Faye: Menschen und Steine, Frankfurt am Main 1970
- Armand Gatti: General Francos Leidensweg. V wie Vietnam, Frankfurt 1969 (übersetzt mit Fritz Rudolf Fries)
- André Gide: Die Pastoral-Symphonie, Zürich 1987
- Julien Gracq: Ein Balkon im Wald, Frankfurt 1960 (übersetzt mit Helmut Scheffel)
- Michel Guillou: Cheese, Reinbek 1981
- Félicien Marceau: Creezy, Neuwied 1970
- Pierre Carlet de Marivaux: Der Prinz als Abenteurer, Frankfurt 1974
- Pierre Carlet de Marivaux: Die Kolonie, Hörspiele: Regie: Ulrich Heising, NDR 1982[5]; Regie: Ferry Bauer, ORF Vorarlberg 1983[6]
- Pierre Carlet de Marivaux: Die Kutsche im Schlamm, Zürich 1985
- Pierre Carlet de Marivaux: Die Abenteuer des jungen Brideron, Frankfurt 1988
- Pierre Carlet de Marivaux: Betrachtende Prosa. Frankfurt 1988
- Pierre Carlet de Marivaux: Die Kunst, in den Köpfen der Menschen zu lesen, Insel, Frankfurt 1990
- Paul Nizan: Das Leben des Antoine B. Frankfurt 1974
- Claude Ollier: Der neue Zyklus. Das Ohr an der Wand. Ein Buckel im Schnee. Stuttgart 1975 (übersetzt mit Helmut Scheffel)
- Albert Palle: Die Erfahrung. Reinbek 1961 (übersetzt mit Helmut Scheffel)
- Robert Pinget: Abel und Bela. Frankfurt 1971
- Robert Pinget: Apokryph. Frankfurt 1982
- Robert Pinget: Augenblicke der Wahrheit. Hamburg 1967
- Robert Pinget: Was wissen sie über Mortin? Frankfurt 1982
- Georges Simenon: Die Unbekannten im eigenen Haus. Zürich 1978

## Notizen
1. ↑  Börsenblatt vom 2. Februar 2022: Übersetzerin französischer Literatur. Gerda Scheffel ist tot, abgerufen am 2. Februar 2022
2. ↑  Gerda Scheffel. In: Kürschners Deutscher Literatur-Kalender 2018/2019. Band II: P-Z. Walter de Gruyter, 2018, ISBN 978-3-11-057616-0, S. 1160.
3. ↑  Mitteilung der HHU, (Memento vom 18. Oktober 2019 im Internet Archive) 15. Dezember 1998
4. ↑  Bearbeitung für die Bühne. Angelehnt an die Fassung für das Teatro Stabile, Genua, von Luigi Squarzina, Tullio Kezich; unter Mitarbeit von Guido Honder. Typoskript, Theatermanuskript
5. ↑  ARD-Hörspieldatenbank (Die Kolonie, NDR 1982)
6. ↑  OE1-Hörspieldatenbank (Die Kolonie, ORF Vorarlberg 1983)

| Personendaten    | Personendaten                         |
| ---------------- | ------------------------------------- |
| NAME             | Scheffel, Gerda                       |
| KURZBESCHREIBUNG | deutsche Übersetzerin und Dramaturgin |
| GEBURTSDATUM     | 14. September 1926                    |
| GEBURTSORT       | Leipzig                               |
| STERBEDATUM      | 1. Februar 2022                       |
| STERBEORT        | Frankfurt am Main                     |